# Bersillies-l'Abbaye
Bersillies-l'Abbaye is een dorp in de Belgische provincie Henegouwen, en een deelgemeente van de Waalse stad Erquelinnes.
Bersillies-l'Abbaye was een zelfstandige gemeente, tot die bij de gemeentelijke herindeling van 1977 toegevoegd werd aan de gemeente Erquelinnes. Bersillies-l'Abbaye ligt tegen de Franse grens, die bijna heel het grondgebied omgeeft. Slechts in het noorden heeft het grondgebied een kilometer grens met de rest van België.

## Demografische ontwikkeling
- Bronnen:NIS, Opm:1831 tot en met 1970=volkstellingen, 1976= inwoneraantal op 31 december

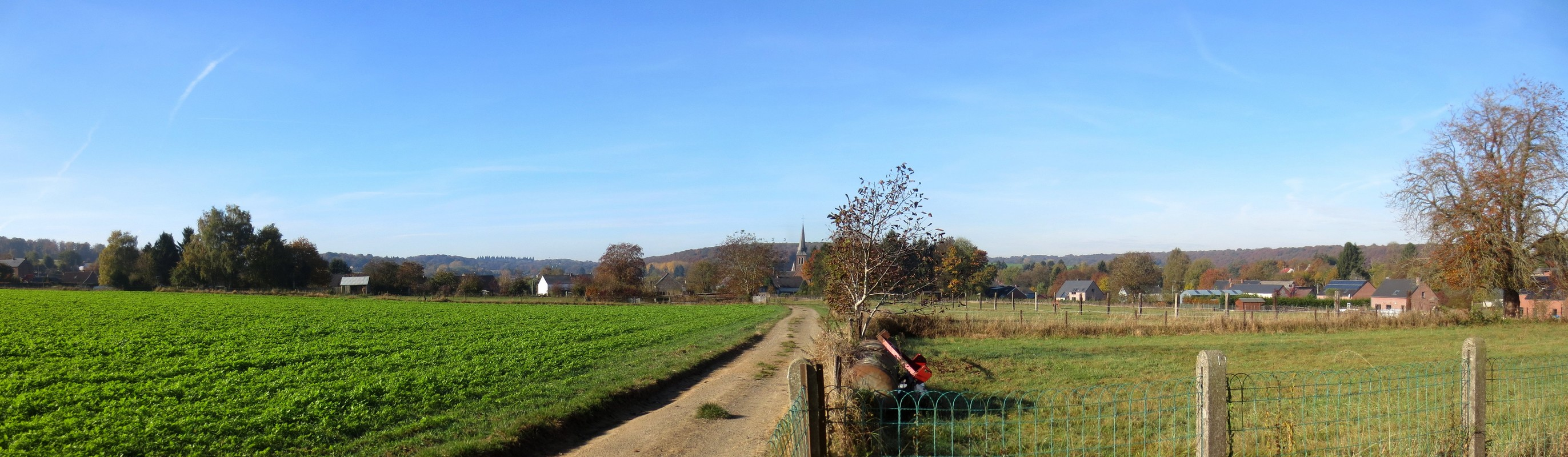
Bersillies-l'Abbaye

## Bezienswaardigheden
- De Église Saint-Remi